# PW d'Andròmeda
PW d'Andròmeda (PW Andromedae) és un estel a la constel·lació d'Andròmeda. La seva magnitud aparent és +8,86, per la qual cosa no és observable a ull nu, i s'hi troba a 105 anys llum del sistema solar. És membre de l'Associació estel·lar d'AB Doradus.
PW d'Andròmeda és una nana taronja de tipus espectral K2V amb una temperatura superficial de 4.808 K. Llueix amb una lluminositat igual al 64% de la lluminositat solar. El seu radi és un 16% més gran que el radi solar i gira sobre si mateixa amb una velocitat de rotació de 33,2 km/s. El seu període de rotació és de 1,762 dies, equivalent a 1/16 del que té el Sol. Té una massa aproximada de 1,07 masses solars. És una estrella pre-seqüència principal molt jove que s'hi troba en l'etapa immediatament anterior a l'edat zero de la seqüència principal (ZAMS); s'estima que té només 20 milions d'anys.
PW d'Andròmeda està catalogada com a estel variable del tipus RS Canum Venaticorum. La seva lluentor fluctua 0,10 magnituds en un període igual al seu període de rotació. Els canvis de lluentor en aquestes variables solen ser deguts a taques estel·lars anàlogues a les del Sol però de dimensions molt majors. En PW Andromedae s'han detectat taques estel·lars fredes la diferència de les quals de temperatura respecte a la fotosfera arriba fins als 1.200 K. Aquestes taques fonamentalment s'hi localitzen en una franja de ± 40° respecte a l'equador de l'estel.